# Plosjtsjad Lenina (metrostation Sint-Petersburg)
Plosjtsjad Lenina (Russisch: Площадь Ленина) is een station van de metro van Sint-Petersburg. Het metrostation maakt deel uit van de Kirovsko-Vyborgskaja-lijn en werd geopend op 1 juni 1958. Station Plosjtsjad Lenina ligt onder het gelijknamige plein (Leninplein) dat aan de Neva ligt, op de noordelijke oever. Ernaast bevindt zich het Finland-spoorwegstation In de planningsfase werd het station Finljanski vokzal (Finlandstation) genoemd.
Het station ligt 71 meter onder de oppervlakte en beschikt over een perronhal die door arcades van de sporen wordt gescheiden. De stationshal en uitgang van het metrostation bevinden zich aan het Leninplein, in hetzelfde gebouw als het Finland-spoorwegstation. Aan de noordzijde werd in 1962 een tweede uitgang geopend, naar de Botkinskaja oelitsa (Botkinskajastraat). De wanden van de centrale perronhal zijn bekleed met marmer. Het thema van de inrichting van het station is de terugkeer in Sint-Petersburg (toen Petrograd geheten) uit Finland van Vladimir Lenin in april 1917; in de stationshal is een mozaïek aangebracht dat een toespraak van Lenin voor de arbeiders en soldaten van de stad uitbeeldt.